# 아흐모세 1세
아흐모세 1세(Ahmose I, "달이 태어난다"라는 뜻. 아모시스 1세(Amosis I)라고도 함)는 고대 이집트의 파라오로서 이집트 제18왕조의 개창자이다. 그는 테베 왕가의 왕족으로서, 세케넨레 타오 2세(Seqenenre Tao II)의 아들이자, 이집트 제17왕조의 마지막 파라오인 카모세(Kamose)의 동생이다. 아흐모세 1세의 아버지 또는 할아버지의 치세 동안 테베인들은 당시 하이집트의 지배자들이던 힉소스에 대항하여 싸웠다. 아흐모세가 7세일 때 그의 아버지가 살해당했으며, 10세일 때 형 카모세가 3년이라는 짧은 통치 기간을 거친 후 원인 모를 죽음을 당했다. 아흐모세 1세는 형의 뒤를 이어 왕위에 올랐으며, 이때 즉위명으로 네브페흐티레(Neb-Pehty-Re, "힘의 주는 레"라는 뜻)라는 이름을 갖게 되었다.
아흐모세 1세는 재위 18/19년차에 델타 지역에서 힉소스의 수도 아바리스를 포위하고 정복하였으며, 힉소스인들을 이집트에서 몰아냈다. 아바리스를 점령한 이후에는 힉소스인들의 또 다른 요새인 샤루헨(Sharuhen)을 3년간 포위한 끝에 정복하였다. 아흐모세의 힉소스 정복 때 힉소스인들은 레반트 지역으로 추방되었지만, 적지 않은 수의 셈족 유목민들은 나일 삼각주에 남아 신왕국 시대 동안 거주하였다.
아흐모세는 힉소스를 정복하고 셈족 유목민들을 노예로 만든 이후 치세 동안 이집트 전체에 대한 테베의 지배권을 회복시켰고, 누비아를 제압했으며, 재위 22년차에는 시리아 원정을 떠나 레반트 지역을 포함해 유프라테스 강까지 진출하였다. 그는 또한 나라의 행정 체제를 재조직했고, 채석장 및 광산에서의 활동을 재개시켰으며, 대형 신전 건축 사업들을 진행했다. 아흐모세 1세의 통치는 고대 이집트의 세력이 극대화된 신왕국 시대를 열었다. 그의 재위 기간은 보통 기원전 1570년에서 기원전 1546년으로 여겨진다.
| 전임 카모세 | 이집트 제18왕조의 파라오 기원전 1540년 ~ 기원전 1515년 | 후임 아멘호테프 1세 |

1. ↑  Redford, Donald (1992). Egypt, Canaan, and Israel in Ancient Times. Princeton University Press. ISBN 978-0-691-00086-2. p. 195.
2. ↑  샤루헨은 이스라엘 동남부 네게브 사막의 고대 도시로, 가자(Gaza) 인근에 위치해있다.
3. ↑  Grimal, Nicolas (1988). A History of Ancient Egypt. Librairie Arthéme Fayard. p. 193.
4. ↑  Redford, Donald (1967). History and Chronology of the 18th Dynasty of Egypt: Seven Studies. University of Toronto Press. pp. 46–49.
5. ↑  Bietak, Manfred. "The Aftermath of the Hyksos in Avaris." Culture Contacts and the Making of Cultures: Papers in Homage to Itamar Even Zohar, by Rakefet Sela-Sheffy and Gideon Toury, Tel Aviv University- Unit of Culture Research, 2011, pp.19-65.
6. ↑  예리코는 이 시기에 벌어진 이집트의 군사 원정 때문에 파괴된 것으로 추정된다; Dever, William G. (2006). Who Were the Early Israelites and Where Did They Come From?. Eerdmans. ISBN 978-0802844163. pp. 45–46.